# Lilla Eksjö
Lilla Eksjö är en sjö i Marks kommun i Västergötland och ingår i Viskans huvudavrinningsområde.